# Zamantı
Der Zamantı ist der rechte Quellfluss des Seyhan im Süden der Türkei.
Der Zamantı entspringt südlich von Kurbağalık in der Provinz Kayseri. Er fließt anfangs in nördlicher Richtung an Kurbağalık vorbei. Danach wendet er sich nach Westen. Unterhalb von Pınarbaşı befindet sich die Bahçelik-Talsperre am Flusslauf. Der Zamantı fließt weiter in überwiegend südwestlicher Richtung.
Bei Çamlıca befinden sich die Wasserkraftwerke Çamlıca-I (84 MW) und Çamlıca-III (27,9 MW; unterhalb der Çavdaruşağı-Talsperre). Mit Çamlıca-II steht ein weiteres Wasserkraftprojekt mit 15,4 MW vor der Realisierung.
Die drei Wasserkraftprojekte haben gemein, dass kilometerlange Flussabschnitte trockenfallen und nur noch von einem Bruchteil der ursprünglichen Wassermenge durchflossen werden.
Der Zamantı fließt nun in südlicher Richtung durch den Zentral-Taurus. Er fließt an der Ortschaft Büyükçakır vorbei, wo er sich nach Südosten wendet, bevor er schließlich auf den von Osten heranströmenden Göksu trifft und sich mit diesem zum Seyhan vereinigt. Der Zamantı hat eine Länge von 308 km. Das Einzugsgebiet umfasst 8700 km².